# Horacio Ferrer
Horacio Ferrer (n. 2 iunie 1933, Montevideo, Departamentul Montevideo, Uruguay – d. 21 decembrie 2014, Buenos Aires, Argentina) a fost un poet, textier, recitator, libretist, jurnalist, scriitor și istoric de tango uruguayan, naturalizat în Argentina. A compus peste două sute de cântece și a scris mai multe cărți de poezie și istorie a tangoului. El a devenit celebru colaborarea cu compozitorul Astor Piazzolla, fiind textierul pentru tangourile acestuia. Pâna la decesul său Horacio Ferrer a fost președintele Academiei Naționale a Tangoului a Republicii Argentina, pe care a fondat-o în 1990.

## Cărți (selecție)
- El Tango: su historia y evolución („Tango: istoria și dezvoltarea sa”), 1960
- El Libro del Tango. Arte Popular de Buenos Aires („Cartea tangoului. Arta populară din Buenos Aires”), 1976
- cu Oscar del Priore: Inventorio del tango. 1849–1998, Buenos Aires, 1999